# Il magico mondo di Oz
Il magico mondo di Oz (Legends of Oz: Dorothy's Return) è un film d'animazione del 2013, diretto da Will Finn e Dan St. Pierre, liberamente tratto dal romanzo del 1989 Dorothy of Oz di Roger Stanton Baum.
Il film è stato stroncato dalla critica ed è stato un vero flop per il botteghino.

## Trama
Dorothy Gale, appena tornata a casa nel Kansas, viene subito riportata indietro ad Oz, poiché i suoi amici hanno bisogno di nuovo di lei a causa di un nuovo nemico: un perfido giullare. Questo si rivela essere il fratello della strega dell'Ovest, che dopo la morte della sorella crea un potente scettro. In questa nuova avventura incontrerà tanti nuovi amici che l'aiuteranno a far tornare la Città di Smeraldo un posto sicuro.

## Distribuzione
Il film è stato presentato in anteprima al Annecy International Film Animated Festival nel 2013, è uscito nelle sale cinematografiche statunitensi dal 9 maggio 2014, e in Italia dal 12 giugno dello stesso anno.